# Ivan Mihailov
Ivan Mihaylov Gavrilov (em búlgaro:  Иван Михайлов Гаврилов; em macedônio/macedónio:  Иван Михајлов Гаврилов;  26 de agosto de 1896 - 5 de setembro de 1990), conhecido também por seu nome abreviado como Vancho Mihaylov (em búlgaro:  Ванчо Михайлов; em macedônio/macedónio:  Ванчо Михајлов), foi um revolucionário búlgaro na Macedônia entre guerras e o último líder da Organização Revolucionária Interna da Macedônia (IMRO).
Sob Mihaylov, a IMRO tornou-se notoriamente anticomunista  e identificou-se estreitamente com o nacionalismo búlgaro, eliminando assim não só os inimigos da ideia nacional búlgara na Macedónia, mas também os seus oponentes de esquerda dentro do movimento de libertação macedónio. Ele também cooperou ativamente com potências revanchistas, como a Itália de Mussolini, a Hungria de Miklós Horthy e a Alemanha Nazista de Hitler.      A IMRO tinha então o controlo total de facto da parte búlgara da Macedónia, que utilizou como base para ataques de assalto e fuga contra a Jugoslávia e a Grécia. Mihaylov iniciou uma mudança no objetivo da IMRO, de anexar a Macedônia à Bulgária, para uma Macedônia independente, como um segundo estado búlgaro.  Ele também mudou as táticas da organização, passando de campanhas de guerrilha para atos terroristas individuais. Numerosos ataques terroristas foram realizados pela IMRO contra autoridades iugoslavas sob sua liderança, o mais espetacular dos quais foi o assassinato de Alexandre I da Iugoslávia, em 1934, em colaboração com a croata Ustaše. Durante a última fase da Segunda Guerra Mundial, ele tentou concretizar o plano da IMRO de criar uma Macedônia Independente. No entanto, Mihaylov rejeitou então a sua realização, devido à falta de apoio militar alemão real, juntamente com a sua relutância em tomar um rumo que levaria a uma guerra civil.
Durante a Guerra Fria, Mihaylov viveu na Itália, enquanto a emigrante Organização Patriótica da Macedônia nos EUA e no Canadá trabalhava sob sua orientação, no objetivo da antiga IMRO de uma Macedônia independente. Isto foi reconhecido por um relatório de analista da CIA de 1953, que apelidou o MPO de “o ramo norte-americano da IMRO ”, e afirmou que agia como um órgão de angariação de dinheiro para apoiar a actividade de Mihaylov. No início da queda do comunismo e da dissolução da iugoslávia, apenas alguns meses antes da sua morte em 1990, ele insistia: “Sou búlgaro da Macedónia” e “Recomendaria aos jovens da Macedônia que se mantivessem no fato de que somos búlgaros há mil anos." Mihaylov foi considerado um traidor bulgarófilo e fascista na Iugoslávia Comunista. Ele ainda é considerado como tal no que hoje é a Macedônia do Norte, enquanto a organização que ele liderou é vista como uma organização búlgara controversa, porque suas ideias entram em conflito com a narrativa macedônia iugoslava. Segundo o historiador búlgaro Chavdar Marinov, ele era considerado um colaborador nazista na Bulgária comunista, mas foi reabilitado posteriormente, apoiando a sua narrativa que nega a existência de uma identidade nacional macedônia generalizada antes do fim da Segunda Guerra Mundial.
Mihaylov é autor de 4 volumes de Memórias e de uma série de artigos e panfletos como "Macedônia - Suíça nos Bálcãs", "Stalin e a Questão Macedônia", bem como outros materiais que descrevem a luta macedônia pela liberdade.

## Biografia

### Primeiros anos
Ivan Mihaylov nasceu em 26 de agosto de 1896 na aldeia de Novo Selo (hoje um bairro de Štip, Macedônia do Norte), no Vilaiete de Kosovo do Império Otomano. Mihaylov estudou na Escola Secundária Masculina Búlgara em Salonica até a Segunda Guerra dos Balcãs (1913), quando a escola foi fechada pela nova administração grega. Mais tarde, ele continuou seus estudos em uma escola sérvia em Skopje, então no Reino da Sérvia. Uma bolsa de estudos foi oferecida a ele pelo Ministério da Educação da Sérvia para cursar uma universidade europeia, mas ele recusou. Durante a Primeira Guerra Mundial, alistou-se no Exército Búlgaro, que ocupava a região na época. Após o fim da guerra, Mihaylov emigrou para a Bulgária, estabelecendo-se em Sófia. Começou a estudar Direito na Universidade de Sófia. Foi nessa época que ele foi oferecido para trabalhar como secretário pessoal do então líder da IMRO, Todor Aleksandrov.

### Líder da IMRO

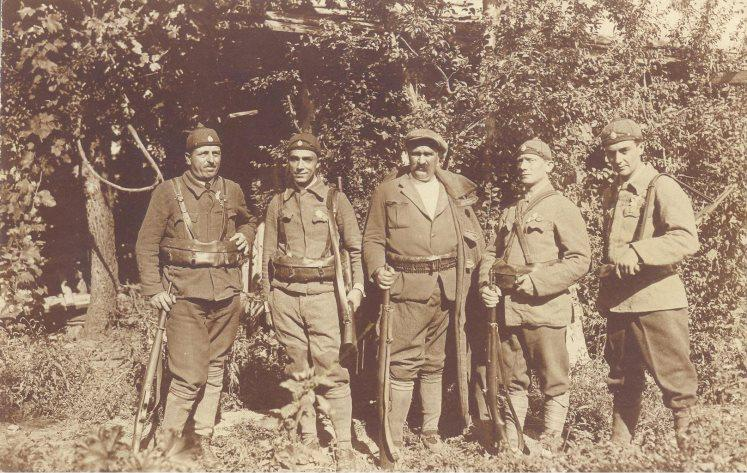
Mihaylov (segundo à direita) com outros komitadjis IMRO ca. 1924.

Em 31 de agosto de 1924, Todor Aleksandrov foi assassinado em circunstâncias pouco claras e a IMRO logo ficou sob o controle de Mihaylov, que se tornou uma figura poderosa na política búlgara. A liderança da IMRO foi rápida em culpar os comunistas pelo assassinato de Aleksandrov, enquanto alegavam que Mihaylov pode ter sido realmente responsável pelo assassinato. Estes eventos criaram atritos entre facções dentro da organização e levaram a vários assassinatos de grande escala, incluindo o de Petar Chaulev (que liderou o levante de Ohrid em 1913) em Milão. Durante o período entre guerras, a IMRO tomou medidas contra vários ex-membros da facção sandanista (de esquerda) da IMRO. Gjorche Petrov foi morto em Sófia em 1922, Todor Panitsa (que já havia matado os direitistas Boris Sarafov e Ivan Garvanov) foi assassinado em Viena em 1924 pela futura esposa de Mihaylov, Mencha Karnichiu. Dimo Hadjidimov, Georgi Skrizhovski, Aleksandar Bujnov, Chudomir Kantardjiev e muitos outros foram mortos numa série de assassinatos consecutivos, todos ocorridos em 1925. O grupo de jovens quadros da IMRO de Mihaylov logo entrou em conflito com o grupo mais antigo da organização. Estes últimos eram a favor das antigas tácticas de incursões de bandos armados na Jugoslávia e na Grécia, enquanto os primeiros eram a favor de tácticas mais flexíveis, com células terroristas mais pequenas, realizando assassinatos selectivos de figuras públicas. O conflito transformou-se numa luta de liderança e Mihaylov logo, por sua vez, ordenou o assassinato em 1928 de um líder rival do grupo mais antigo, o general Aleksandar Protogerov, o que desencadeou uma guerra fratricida entre "Mihaylovistas" e "Protogerovistas". Os menos numerosos e mal equipados Protogerovistas logo se aliaram da Iugoslávia e de certos círculos militares búlgaros como Zveno, que favorecia a reaproximação com a Iugoslávia. Esse período levou à intensificação da luta armada da organização no Egeu, e especialmente na Macedônia do Vardar. Um total de 63 actos terroristas e ataques a pontes, armazéns, esquadras de polícia sérvias e alvos militares foram cometidos entre 1922 e 1930, o número de funcionários e colaboradores sérvios assassinados chegou aos milhares

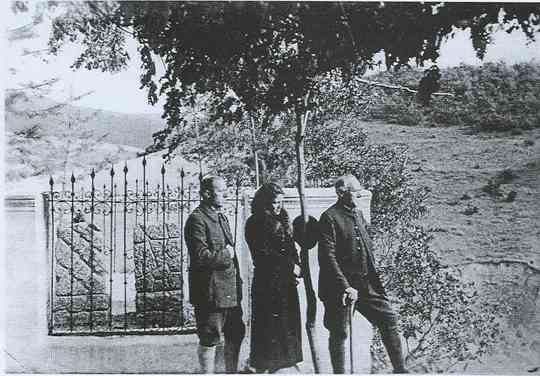
Ivan Mihaylov, sua esposa Mencha Karnicheva e Marko Doshen no túmulo de Todor Alexandrov em 1933

A IMRO tinha o controle de fato de Pirin, na Macedônia, e agia como um "estado dentro do estado", que usava como base para ataques de assalto e fuga contra a Iugoslávia, com o apoio não oficial da Bulgária e, mais tarde, da Itália fascista, estabelecendo também laços estreitos com a Croácia do Movimento Ustaše. Numerosos assassinatos foram cometidos por ativistas da IMRO em muitos países, a maioria dos quais ocorreu na Iugoslávia . O mais espetacular deles foi o assassinato do rei Alexandre I da Iugoslávia e do ministro das Relações Exteriores francês, Louis Barthou, em Marselha, em 1934, em colaboração com Ante Pavelić. Os constantes assassinatos fratricidas e assassinatos da IMRO no exterior levaram alguns membros do exército búlgaro a assumir o controle e tentar esmagar a organização após o golpe de estado búlgaro de 1934. Em 1934, Mihaylov fugiu para a Turquia e ordenou aos seus apoiantes que não resistissem ao exército búlgaro e aceitassem o desarmamento pacificamente, evitando potencialmente uma guerra civil ou uma invasão estrangeira. Muitos habitantes de Pirin, na Macedónia, receberam esta dissolução com satisfação porque foi vista como um alívio de uma autoridade paralela ilegal e muitas vezes brutal. Mihaylov foi condenado a nove penas de prisão perpétua e três penas de morte na Bulgária. Embora o principal objectivo da IMRO sempre tenha sido a criação de um estado macedônio independente, alguns governos búlgaros anteriores toleraram-no, uma vez que o seu objectivo era a libertação da Macedônia da ocupação grega e iugoslava, que consideravam terra búlgara. Como resultado disto, a IMRO construiu uma extensa rede em Pirin, Macedónia e noutras partes do território búlgaro, que foi utilizada para fornecer financiamento à organização e uma base operacional a partir da qual foram conduzidas as ofensivas na Jugoslávia e na Grécia. Enquanto estava no exílio, a IMRO foi mantida viva por membros em vários países do mundo, mas deixou de ser uma força ativa na Macedônia exceto por breves momentos durante a Segunda Guerra Mundial.

### 1934–1944

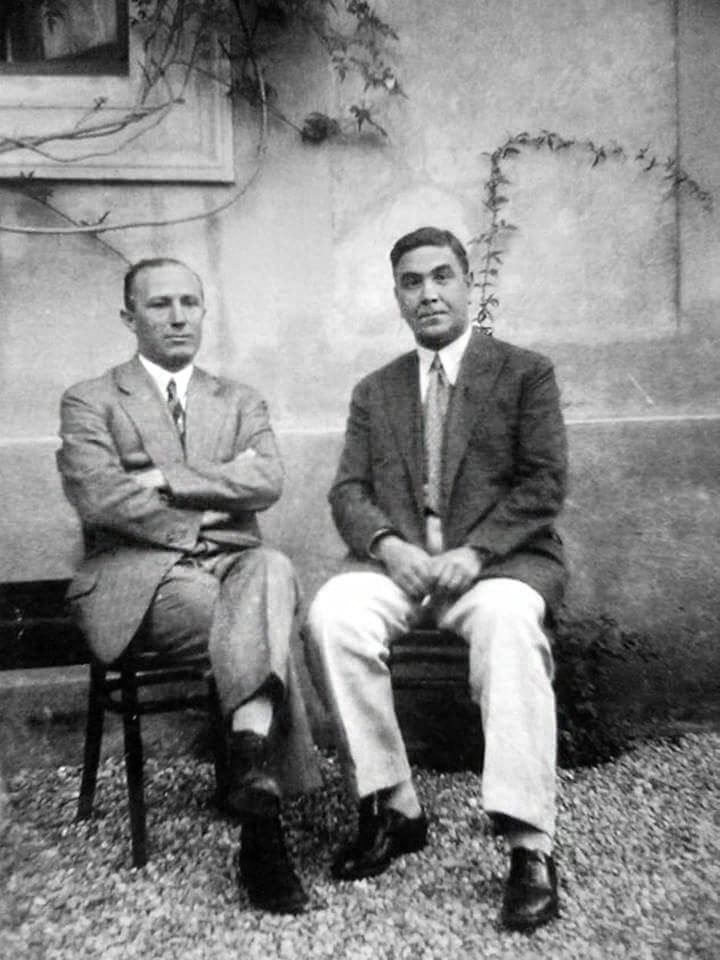
Mihaylov com Ante Pavelic durante a Segunda Guerra Mundial.

Depois de 1934, Mihaylov viveu na Turquia, Polônia e Hungria e finalmente estabeleceu-se na capital croata, Zagreb, que na época fazia parte do Estado Independente da Croácia, um estado-fantoche fascista. Em 1941, durante a Segunda Guerra Mundial, a maior parte da Macedônia do Vardar e metade da Macedônia Grega foram anexadas pela Bulgária e juntamente com várias outras regiões, tornando-se parte da Grande Bulgária. Mihaylov recusou-se a retornar à parte da Macedônia ocupada pelos búlgaros e permaneceu na Croácia até o fim da guerra. Com a sua ajuda, em 1943, foram organizados alguns destacamentos armados - Ohrana, que incluíam falantes de eslavo búlgaro na Macedônia grega ocupada por italianos e alemães. Era evidente que Mihaylov tinha planos mais amplos que previam a criação de um estado macedónio sob controlo alemão. Previa-se também que os voluntários da IMRO formariam o núcleo das forças armadas de uma futura Macedónia Independente, além de fornecerem administração e educação nos distritos de Florina, Kastoria e Edessa.

### Recusa em criar um Estado-fantoche nazista
Em agosto de 1943, Ivan Mihaylov deixou Zagreb incógnito para a Alemanha, onde visitaria o quartel-general de Hitler e o quartel-general do Sicherheitsdienst, onde conversou com Hitler e Himmler e outros importantes líderes alemães. Da escassa informação alemã disponível, é evidente que Mihaylov recebeu consentimento para criar três batalhões constituídos por voluntários armados com armas e munições alemãs.  Além disso, esses batalhões deveriam estar sob o comando operacional e à disposição do Reichsfuhrer Heinrich Himmler. Além disso, em Sófia, foram realizadas conversações entre altos funcionários das SS e membros do Comité Central da IMRO. Apesar do caráter confidencial das negociações entre Mihaylov e o Sicherheitsdienst, o governo búlgaro obteve certas informações sobre eles. Em 2 de setembro de 1944, a Bulgária ordenou a retirada das suas tropas da Macedónia. Telegramas alemães detalhados indicam que em 3 de setembro de 1944 Mihaylov voou de Zagreb para Sófia. Um telegrama alemão de 13h07 da manhã de 5 de Setembro indica que Hitler reordenou o estabelecimento de um Estado fantoche na Macedónia. Mihaylov foi transportado para Skopje na noite de 5 de setembro "para ver o que pode ser salvo". Outro telegrama repetindo a ordem do Führer chegou às 2h do dia 6 de setembro. Em 6 de Setembro, Mihaylov recusou a oferta para liderar um “Estado fantoche” independente por incapacidade de obter apoio local. Os diplomatas alemães em Skopje relataram a Berlim que a tentativa de estabelecer um Estado fantoche tinha falhado. Em 8 de setembro de 1944, a Alemanha fechou seu consulado em Skopje, e Mihaylov com sua esposa, juntamente com funcionários do consulado alemão, deixaram Skopje. No entanto, no mesmo dia, os nacionalistas de direita da IMRO declararam a independência.

### Durante a Guerra Fria

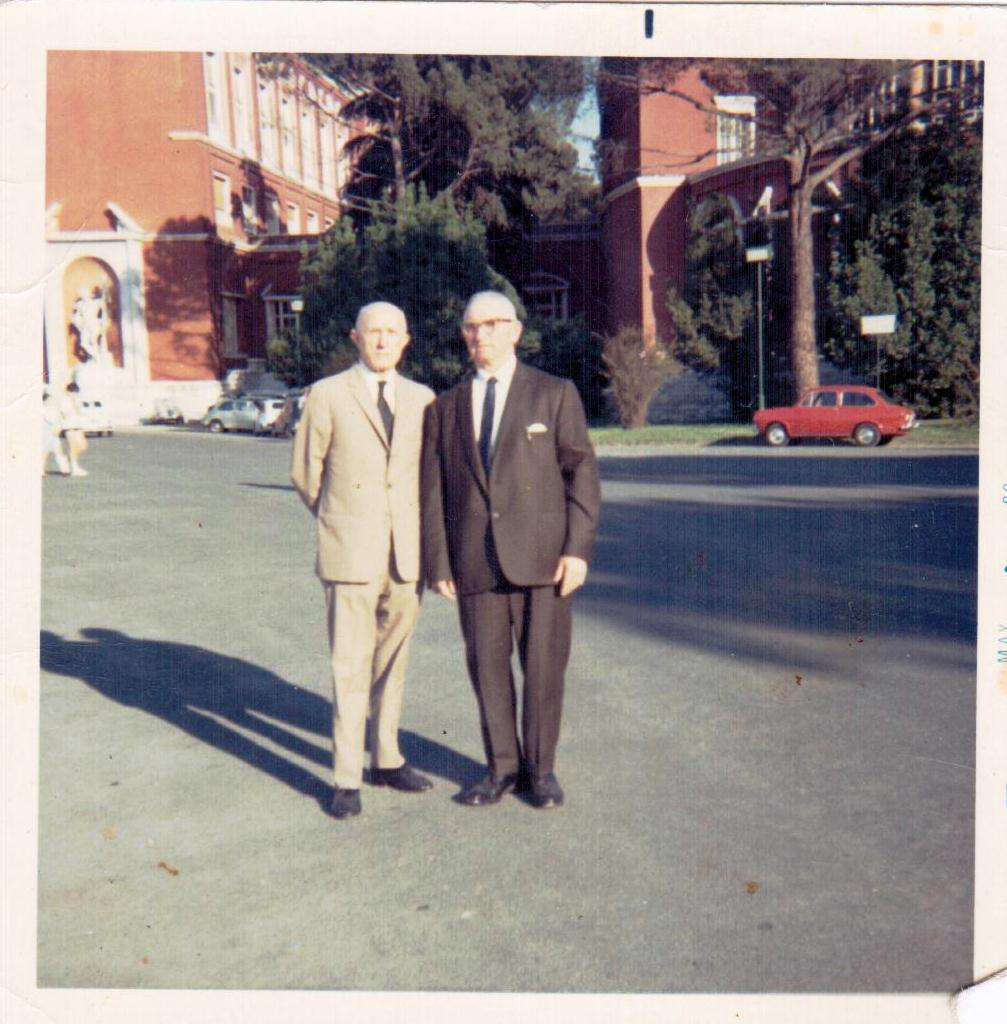
Mihaylov (à esquerda) com o ativista vormer da IMRO Pandeli Stoyanov em Roma (1969)

Em 1944, foi forçado a fugir novamente, desta vez para a Itália. O líder comunista búlgaro Georgi Dimitrov ordenou o assassinato de Mihaylov. Os novos regimes da Bulgária, Iugoslávia e Grécia perseguiram os seus seguidores como fascistas e traidores. Após a Segunda Guerra Mundial, os comunistas búlgaros no poder declararam que a população da Macedônia Pirin búlgara era de etnia macedônica e professores foram trazidos da Iugoslávia para ensinar aos habitantes locais a língua macedônia recentemente codificada. As organizações da IMRO na Bulgária foram completamente destruídas. Antigos membros da IMRO foram caçados pela Militsiya comunista e muitos deles foram presos, reprimidos, exilados ou mortos. Por outro lado, os antigos mihaylovistas também foram perseguidos pelas autoridades controladas por Belgrado sob acusações de colaboração com a ocupação búlgara, nacionalismo búlgaro, actividades anti-comunistas e anti-iugoslavas, etc. Josip Broz Tito e Georgi Dimitrov trabalharam num projeto para fundir a Bulgária e a Jugoslávia numa República Federativa Balcânica sob controlo da Federação Comunista Balcânica. Estas políticas foram revertidas após a Ruptura Tito–Stalin em Junho de 1948, quando a Bulgária, subordinada aos interesses da União Soviética, tomou uma posição contra a Iugoslávia. Após a Segunda Guerra Mundial, muitos ex-"Ohranistas" foram condenados por crimes militares como colaboracionistas. Além disso, após a Guerra Civil Grega, muitas destas pessoas foram expulsas da Grécia e torturadas como búlgaras.

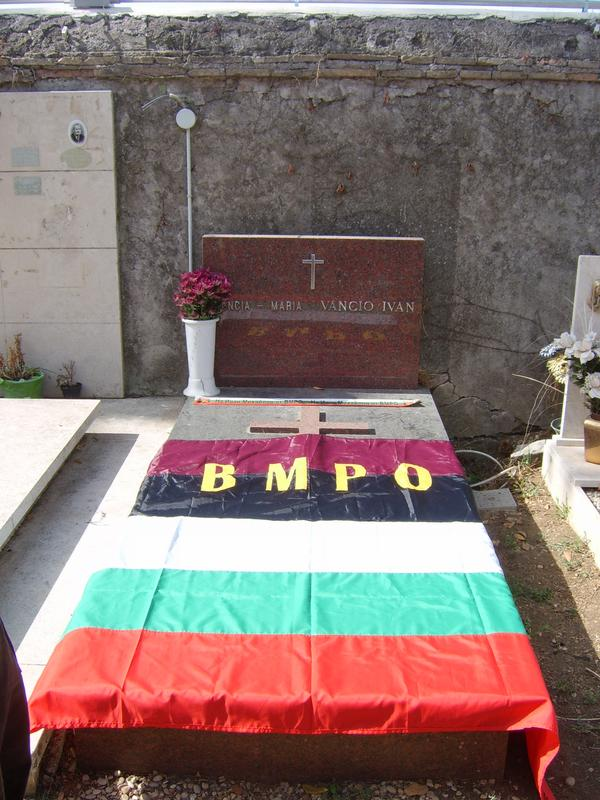
Túmulo de Mihaylov no cemitério de rito bizantino de Grottaferrata, Itália

Gradualmente, Ivan Mihaylov estabeleceu-se como uma figura política jurídica e autor da ideologia do movimento de libertação nacional búlgaro na Macedónia. Este facto permitiu uma estreita aliança política entre Ivan Mihaylov e a Organização Patriótica Macedônia nos Estados Unidos, Canadá e Austrália no final da década de 1940. Mihaylov tornou-se o líder ideológico dos emigrantes e o MPO forneceu as pessoas e os fundos para a luta política. Com a ajuda das Nações Unidas e de várias organizações humanitárias, os direitos humanos dos búlgaros reprimidos por Tito na Jugoslávia foram protegidos. A fim de fornecer uma base para o movimento de emigrantes búlgaros e criar um registo histórico, Ivan Mihaylov começou a escrever as suas memórias das décadas de 1950 a 1970, que o Comité Central do MPO publicou em quatro grandes volumes. Estas obras fornecem provas sérias dos interesses nacionais búlgaros dos anos 50 aos 70. Após a mudança da política búlgara em relação à questão macedônia no final da década de 1950, Mihaylov foi largamente esquecido e, de acordo com algumas fontes, mesmo nas décadas de 1970 e 1980, o ComitÊ para a Segurança do Estado apoiou a sua actividade política pró-búlgara e anti-macedônia. Contudo, em Setembro de 1989, Boris Vishinsky, um jornalista de Skopje, decidiu tentar entrevistar Mihaylov. Ele expressou sua esperança por tal entrevista na Rádio Vaticano, que contatou Anton Popov, jornalista da mesma emissora. Popov era uma das pessoas no exterior em quem Ivan Mihaylov mais confiava. Pressentindo o colapso iminente da Iugoslávia, ele consentiu em tal entrevista, mas apenas forneceu respostas por escrito. Foi então um verdadeiro choque para muitos na Bulgária quando, em 1990, no final da Guerra Fria, o popular âncora de televisão Kevork Kevorkyan contactou Mihaylov, considerado por muitos já falecido há muito tempo, e gravou uma longa entrevista com ele. Após longos anos de propaganda oficial, ele ainda era visto por muitos como um “inimigo do povo”. Esta foi a última entrevista de Mihaylov. Ele morreu em Roma em 5 de setembro de 1990.

### Legado

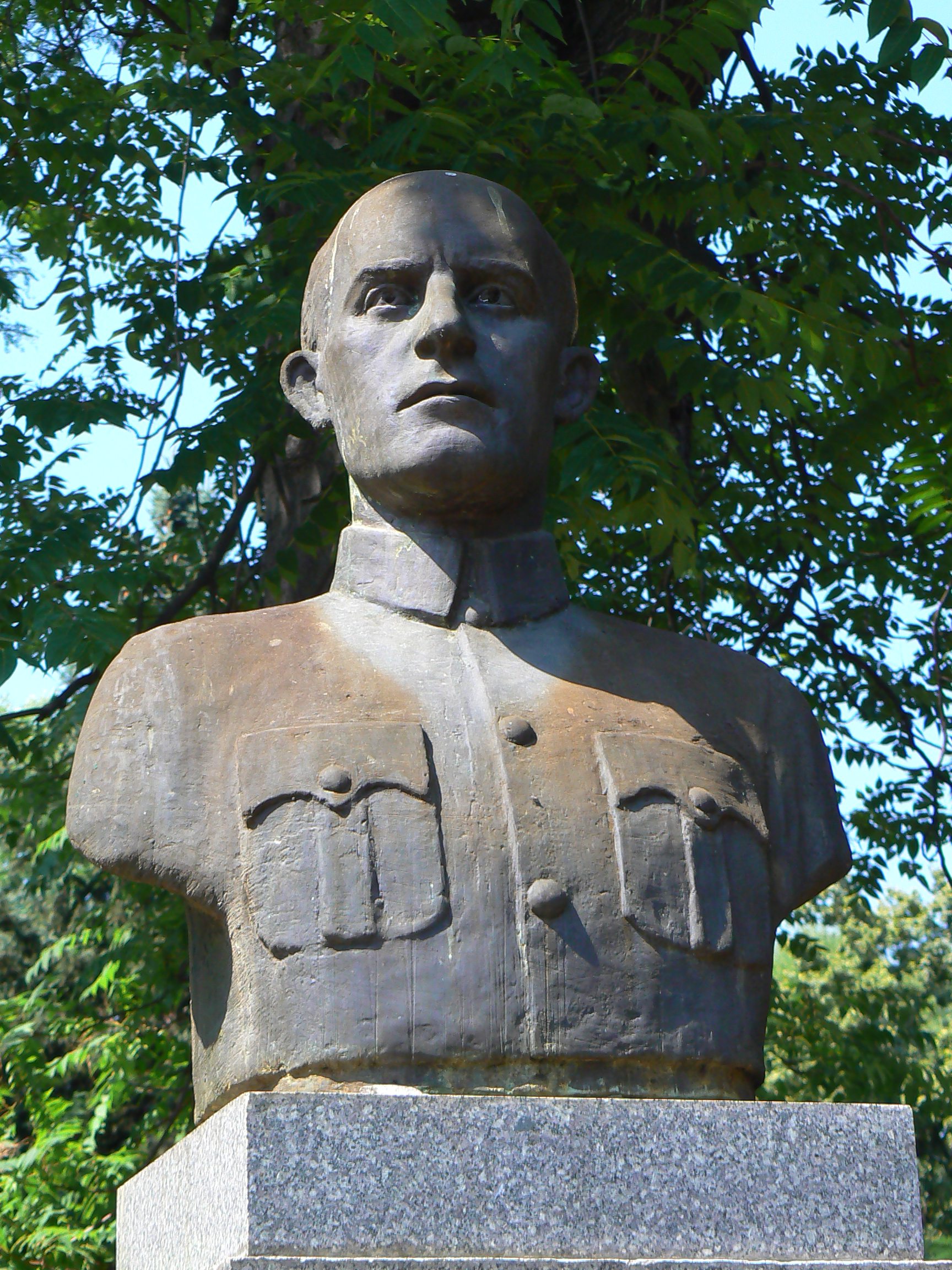
Monumento de Ivan Mihaylov em Sófia

Embora a Organização Revolucionária Interna da Macedônia (IMRO) não estivesse mais ativa, Mihaylov permaneceu como líder do Movimento de Libertação da Macedônia e foi apoiado pela Organização Patriótica da Macedônia dos EUA e Canadá, de Fort Wayne, Indiana. Ele escreveu quatro livros de memórias e escrevia regularmente artigos para The Macedonian Tribune, o mais antigo jornal de emigrados macedônios publicado continuamente. Até o fim de sua vida, Mihaylov continuou interessado no destino dos macedônios (que ele considerava etnicamente búlgaros) e estava comprometido com um estado macedônio autônomo ou independente.
Na Bulgária, Mihaylov é considerado um importante revolucionário da terceira geração de lutadores pela liberdade que continuou a luta pela autonomia política ou independência nas partes da Macedônia povoadas pela Bulgária após a divisão da maior parte da região da Macedônia entre a Sérvia e a Grécia após o Primeira Guerra Mundial. A sua memória é honrada e o seu nome está presente nas ruas e escolas de toda a Bulgária.
Na Macedônia do Norte, Ivan Mihaylov foi considerado um controverso revolucionário pró-búlgaro. O Tribunal onstitucional da República da Macedónia proibiu a Associação Radko, uma organização pró-búlgara que leva o nome de Ivan Mihaylov como separatista.
Radko Knoll na Ilha Rugged nas Ilhas Shetland do Sul, Antártica, recebeu o nome de Ivan "Radko" Mihaylov.
O Governo da Macedônia, num evento liderado pelo Primeiro-ministro Nikola Gruevski e pela Ministra da Cultura, Sra. Elizabeta Kancheska-Milevska, inaugurou uma casa memorial dos líderes do VMRO histórico, dedicada também a Ivan Mihaylov, em 20 de dezembro de 2014 em Novo Selo, Dica.

## A opinião de Mihaylov sobre a questão macedônia
Existem diferentes opiniões políticas sobre a actividade de Mihaylov na Bulgária, mas os estudiosos concordam que ele foi um defensor da afirmação sobre o forte carácter búlgaro da população de língua eslava na região da Macedônia. Ele era um seguidor da ideia de um estado multiétnico macedônio unido independente com um elemento étnico búlgaro predominante, algo como "Suíça nos Bálcãs". Segundo a sua secretária pessoal, Vida Boeva, ele fazia constantemente campanha por meio de petições, cartas de protesto, memórias endereçadas à ONU, etc. Pelo nome de Organização Patriótica da Macedônia, enfatizando que a República da Macedônia era uma colônia da Sérvia, sob outro nome, como nação macedônia. Ele declarou também que a Macedônia é búlgara e os eslavos na Macedônia são búlgaros. Todas essas pessoas que detinham o poder na Macedônia eram serbófilos ou grecófilos . Ele acreditava que os macedônios faziam parte da nação búlgara e os fundadores da IMRO eram pessoas que aceitaram a Bulgária de San Stefano. De acordo com o historiador macedônio Ivan Katardžiev, a visão de Mihaylov sobre o termo "macedônio" era que se trata de um termo regional generalizante, incluindo diferentes etnias como búlgaros, aromenos, albaneses, mas não macedônios étnicos. Ele considerava a sua IMRO como "um assunto puramente búlgaro" e ele como "um terrorista e um expoente do revanchismo búlgaro".
Parece que durante a Guerra Fria Mihaylov reconsiderou as suas opiniões sobre uma Macedônia independente. Ele afirmou em 1979 em Roma que a República Socialista Soviética da Macedônia era apenas um satélite iugoslavo e que mesmo que se tornasse completamente independente, seria prejudicial para a Bulgária. Desta forma, o seu lugar natural seria a sua unificação com a Bulgária.